# Polyptyque Baroncelli
Le Polyptyque Baroncelli est un  retable polyptyque datant de 1328 longtemps attribuée à Giotto avec une tendance plus actuelle à Taddeo Gaddi. Il est  exposé dans son emplacement d'origine de la chapelle Baroncelli de la basilique Santa Croce, à Florence. Il porte le texte OPUS MAGISTRI JOCTI.

## Histoire
Le polyptyque qui est cité dans les biographies de Giotto par Lorenzo Ghiberti et Giorgio Vasari est retenu comme œuvre du maître jusqu'à la fin de XIXe siècle. C'est à partir du début du XXe siècle que l'authenticité de la signature est mise en doute par Adolfo Venturi qui émet l'hypothèse qu'elle ait pu être ajoutée au XVe siècle quand Sebastiano Mainardi a ajouté les séraphins entre les petites arcades. Depuis, Offner a supprimé le polyptyque du catalogue de Giotto, Douglas, Sinibaldi et Brunetti l'attribuent à son atelier et Berenson, Perkins et Ventura l'attribuent à un proche collaborateur qui selon Frey serait Taddeo Gaddi. 
Les études postérieures inversent la tendance en rendant une crédibilité à la signature en accréditant une participation dans la conception et la réalisation de Giotto : Previtali (organisation), Baldini et Salvini (dessin) ou dans la manière de certaines parties les plus réussies, en particulier le panneau central (Longhi, Marchini et Gnudi). Paatz, Bologna et Bellosi parlent d'œuvre de Giotto et atelier. 
La chronologie fait moins débat et la période correspond à la phase tardive de l'artiste, après les fresques de la chapelle Peruzzi (1325 environ) et son départ pour Naples (1329), ou tout au plus aussitôt son retour à Florence (1334), mais avant son départ pour Milan. 
L'hypothèse  actuelle la plus suivie est celle émise par Federico Zeri, qui a retrouvé le cuspide du panneau central  l'Éternel et Anges au musée d'art de San Diego, c'est-à-dire une collaboration entre Giotto et Taddeo Gaddi et la datation, de 1328 environ, correspondant au début de la décoration à fresque de la chapelle Baroncelli, qui est attribuée en totalité à Taddeo Gaddi.

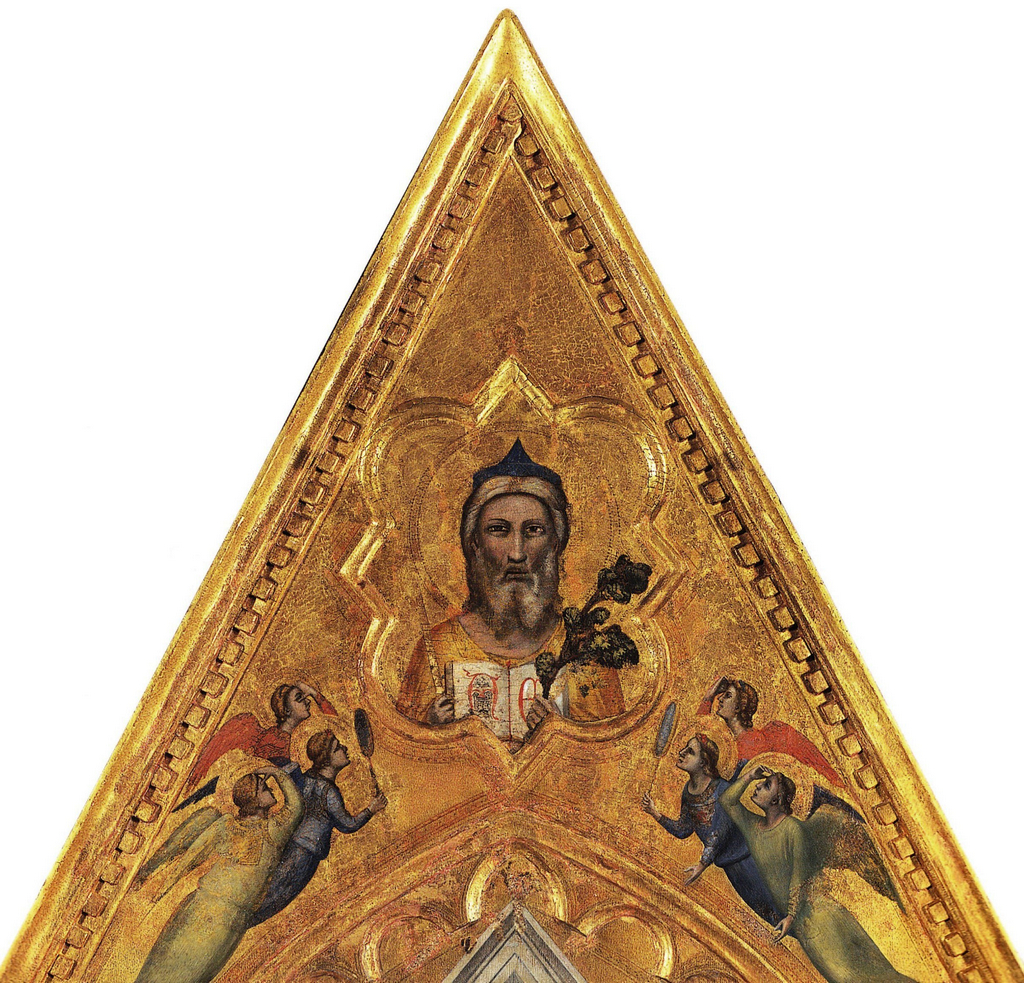
Éternel et Anges, cimaise du panneau central du polyptyque, musée d'art de San Diego.
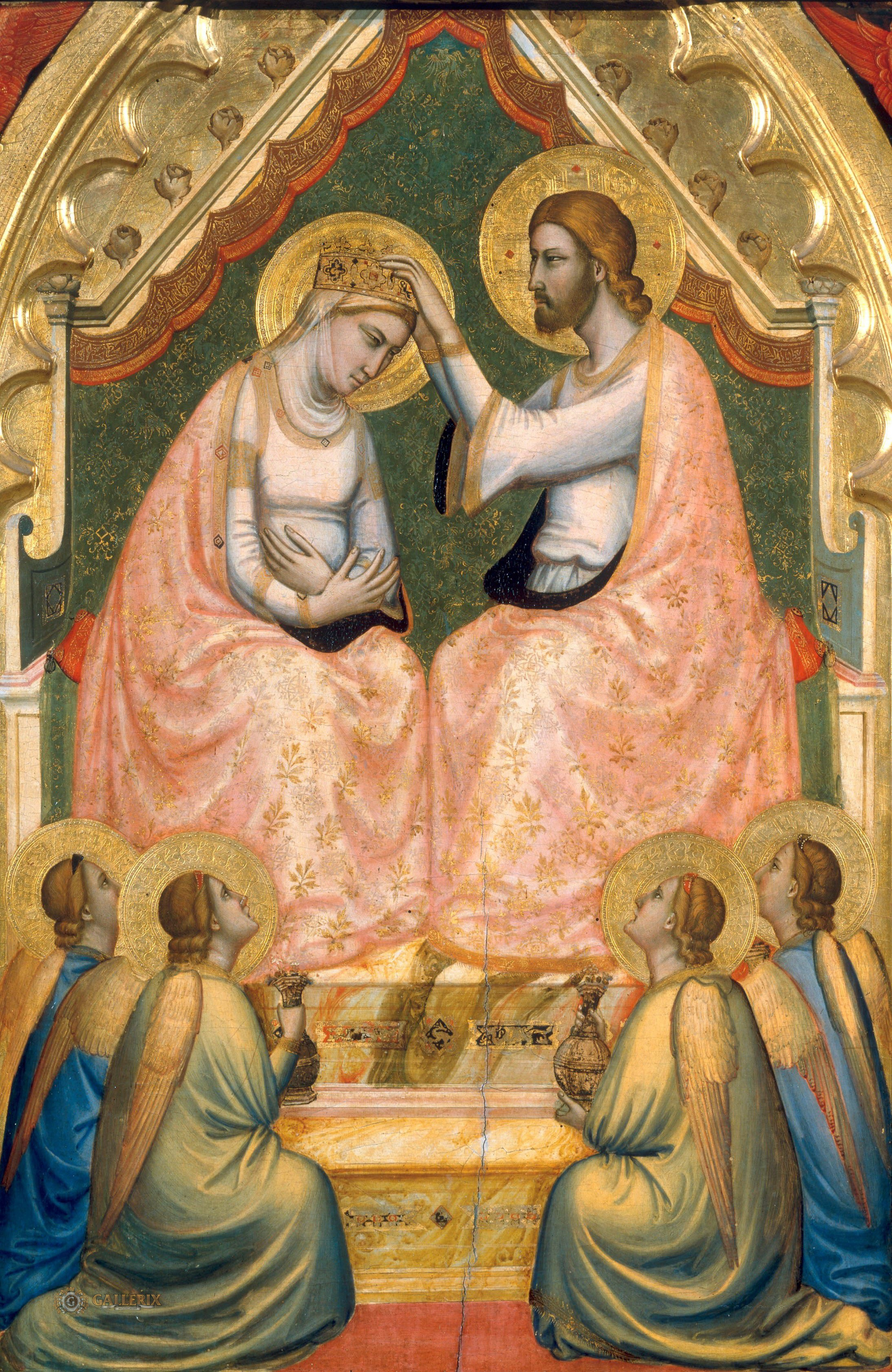
Panneau central.

## Description
L'ensemble des cinq compartiments du registre médian du polyptyque est entouré en haut et sur les côtés par une corniche d'époque Renaissance (la cimaise originale ayant été coupée, le haut du panneau central est tronqué dans son arcature). 
Panneau du centre
- Couronnement de la Vierge

La Vierge placée à gauche baisse la tête pour recevoir la couronne que son fils pose sur sa tête ; tous les deux sont assis au même niveau sur une trône, élevé sur une estrade, surmonté d'un dais rouge dont les bords obliques sont alignés sur les côtés de l'encadrement architectonique. Ils sont accompagnés d'anges agenouillés en bas portant des vases.
Panneaux latéraux (deux de chaque côté)
- Scènes similaires de Saints en gloire avec des anges musiciens : les anges sont visibles en entier, de profil, agenouillés, et placés dans le bas de la composition, les saints des panneaux jouxtant le central sont visibles en buste pour les premiers rangs les autres n'étant discernables au-dessus que par leurs têtes auréolées empilées jusqu'en haut du cadre à frise multilobée comme dans les panneaux extérieurs.

Prédelle
Chaque compartiment rectangulaire comporte, en son centre entouré d'arguments floraux, un hexagone comportant une forme multilobée contenant une figure sainte.
- Au centre : Christ en buste nu sortant du tombeau
- panneaux latéraux de gauche et de droite : un saint évêque, Jean le Baptiste, puis saint François et saint Geoffroy.

## Source de traduction
- (it) Cet article est partiellement ou en totalité issu de l’article de Wikipédia en italien intitulé « Polittico Baroncelli » (voir la liste des auteurs).